# 馬爾他騎士團駐外機構列表
儘管馬爾他騎士團特殊的國際法人地位，但在建交國之駐外館處仍是有像一般國家使用大使館(Embassy)來稱呼，部分稱為外交代表處(Diplomatic Representitive)，另外與比利時、法國、德國、盧森堡、加拿大及瑞士六國有官方往來而未建交，因此駐外機構稱為代表團，在俄羅斯雖未建交但保有特殊外交關係。國際分會部份在有些國家會不只一個，而名稱就會以駐在地名為名。

## 外交代表處

### 亞洲
| - 馬爾他騎士團駐亞美尼亞大使館 - 馬爾他騎士團駐約旦大使館 - 馬爾他騎士團駐哈薩克大使館 | - 馬爾他騎士團駐黎巴嫩大使館 - 馬爾他騎士團駐菲律賓大使館 - 馬爾他騎士團駐泰國大使館 |

### 歐洲
| - 馬爾他騎士團駐阿爾巴尼亞大使館 - 馬爾他騎士團駐奧地利大使館 - 馬爾他騎士團駐白俄羅斯大使館 - 馬爾他騎士團駐比利時代表團 - 馬爾他騎士團駐波士尼亞赫塞哥維納大使館 - 馬爾他騎士團駐保加利亞大使館 - 馬爾他騎士團駐克羅埃西亞大使館 - 馬爾他騎士團駐捷克大使館 - 馬爾他騎士團駐法國代表團 - 馬爾他騎士團駐喬治亞大使館 - 馬爾他騎士團駐德國代表團 - 馬爾他騎士團駐教廷大使館（位於羅馬） - 馬爾他騎士團駐匈牙利大使館 - 馬爾他騎士團駐義大利大使館 - 馬爾他騎士團駐拉脫維亞大使館 | - 馬爾他騎士團駐立陶宛大使館 - 馬爾他騎士團駐盧森堡代表團 - 馬爾他騎士團駐馬其頓大使館 - 馬爾他騎士團駐馬爾他大使館 - 馬爾他騎士團駐摩納哥大使館 - 馬爾他騎士團駐波蘭大使館 - 馬爾他騎士團駐葡萄牙大使館 - 馬爾他騎士團駐羅馬尼亞大使館 - 馬爾他騎士團駐俄羅斯代表團 - 馬爾他騎士團駐聖馬利諾大使館 - 馬爾他騎士團駐塞爾維亞大使館 - 馬爾他騎士團駐斯洛伐克大使館 - 馬爾他騎士團駐斯洛維尼亞大使館 - 馬爾他騎士團駐西班牙大使館 - 馬爾他騎士團駐瑞士代表團 |

### 非洲
| - 馬爾他騎士團駐貝南大使館 - 馬爾他騎士團駐布吉納法索大使館 - 馬爾他騎士團駐喀麥隆大使館 - 馬爾他騎士團駐中非大使館 - 馬爾他騎士團駐查德大使館 - 馬爾他騎士團駐葛摩大使館 - 馬爾他騎士團駐民主剛果大使館 - 馬爾他騎士團駐埃及大使館 - 馬爾他騎士團駐衣索比亞大使館 - 馬爾他騎士團駐赤道幾內亞大使館 - 馬爾他騎士團駐加彭大使館 - 馬爾他騎士團駐幾內亞大使館 |

| - 馬爾他騎士團駐肯亞大使館 - 馬爾他騎士團駐賴比瑞亞大使館 - 馬爾他騎士團駐馬達加斯加大使館 - 馬爾他騎士團駐馬利大使館 - 馬爾他騎士團駐模里西斯大使館 - 馬爾他騎士團駐摩洛哥大使館 - 馬爾他騎士團駐莫三比克大使館 - 馬爾他騎士團駐尼日大使館 - 馬爾他騎士團駐聖多美普林西比大使館 - 馬爾他騎士團駐塞內加爾大使館 - 馬爾他騎士團駐塞席爾大使館 - 馬爾他騎士團駐蘇丹大使館 - 馬爾他騎士團駐多哥大使館 |

### 美洲
| - 馬爾他騎士團駐阿根廷大使館 - 馬爾他騎士團駐玻利維亞大使館 - 馬爾他騎士團駐巴西大使館 - 馬爾他騎士團駐智利大使館 - 馬爾他騎士團駐哥倫比亞大使館 - 馬爾他騎士團駐哥斯大黎加大使館 - 馬爾他騎士團駐古巴大使館 - 馬爾他騎士團駐多明尼加大使館 - 馬爾他騎士團駐厄瓜多大使館 - 馬爾他騎士團駐薩爾瓦多大使館 - 馬爾他騎士團駐瓜地馬拉大使館 | - 馬爾他騎士團駐海地大使館 - 馬爾他騎士團駐宏都拉斯大使館 - 馬爾他騎士團駐尼加拉瓜大使館 - 馬爾他騎士團駐巴拿馬大使館 - 馬爾他騎士團駐巴拉圭大使館 - 馬爾他騎士團駐秘魯大使館 - 馬爾他騎士團駐蘇利南大使館 - 馬爾他騎士團駐美國代表團 - 馬爾他騎士團駐烏拉圭大使館 - 馬爾他騎士團駐委內瑞拉大使館 |

## 常駐代表團

### 聯合國下屬組織
- 馬爾他騎士團常駐聯合國代表團
- 馬爾他騎士團常駐聯合國維也納辦事處及其他國際組織代表團
- 馬爾他騎士團常駐聯合國日內瓦辦事處及其他國際組織代表團
- 馬爾他騎士團常駐聯合國教育科學文化組織代表團
- 馬爾他騎士團常駐聯合國糧食及農業組織代表團
- 馬爾他騎士團常駐世界衛生組織代表團
- 馬爾他騎士團常駐國際原子能總署代表團

### 其他國際組織
| - 馬爾他騎士團駐歐盟代表處 - 馬爾他騎士團駐美洲國家組織代表處 - 馬爾他騎士團常駐國際紅十字委員會代表團 - 馬爾他騎士團常駐紅十字會與紅新月會國際聯合會代表團 - 馬爾他騎士團駐拉丁語聯盟代表團 | - 馬爾他騎士團常駐國際移民組織代表團 - 馬爾他騎士團駐美洲開發銀行代表處 - 馬爾他騎士團駐國際人權法研究所代表團 - 馬爾他騎士團駐國際私法研究所代表團 - 馬爾他騎士團駐國際軍事醫學委員會代表團 |

## 國際分會
| - 馬爾他騎士團阿根廷分會 - 馬爾他騎士團澳大利亞分會 - 馬爾他騎士團比利時分會 - 馬爾他騎士團玻利維亞分會 - 馬爾他騎士團巴西分會 - 馬爾他騎士團加拿大分會 - 馬爾他騎士團智利分會 - 馬爾他騎士團哥倫比亞分會 - 馬爾他騎士團哥斯大黎加分會 - 馬爾他騎士團古巴分會 - 馬爾他騎士團多明尼加分會 - 馬爾他騎士團厄瓜多分會（2012年撤销） - 馬爾他騎士團薩爾瓦多分會 | - 馬爾他騎士團法國分會 - 馬爾他騎士團德國分會 - 馬爾他騎士團瓜地馬拉分會 - 馬爾他騎士團宏都拉斯分會 - 馬爾他騎士團匈牙利分會 - 馬爾他騎士團愛爾蘭分會 - 馬爾他騎士團馬爾他分會 - 馬爾他騎士團墨西哥分會 - 馬爾他騎士團摩納哥分會 - 馬爾他騎士團荷蘭分會 - 馬爾他騎士團尼加拉瓜分會 - 馬爾他騎士團巴拿馬分會 - 馬爾他騎士團巴拉圭分會 | - 馬爾他騎士團菲律賓分會 - 馬爾他騎士團波蘭分會 - 馬爾他騎士團葡萄牙分會 - 馬爾他騎士團羅馬尼亞分會 - 馬爾他騎士團新加坡分會 - 馬爾他騎士團斯洛維尼亞分會 - 馬爾他騎士團西班牙分會 - 馬爾他騎士團瑞典分會 - 馬爾他騎士團瑞士分會 - 馬爾他騎士團駐英國分會 - 馬爾他騎士團美國分會 - 馬爾他騎士團烏拉圭分會 - 馬爾他騎士團委內瑞拉分會 |

## 外部連結
- 馬爾他騎士團新加坡分會
- 馬爾他騎士團澳大利亞分會 （页面存档备份，存于）
- 馬爾他騎士團法國分會 （页面存档备份，存于）
- 馬爾他騎士團德國分會 （页面存档备份，存于）
- 馬爾他騎士團英國分會 （页面存档备份，存于）
- 馬爾他騎士團常駐聯合國代表團 （页面存档备份，存于）
- 馬爾他騎士團常駐聯合國日內瓦辦事處及其他國際組織代表團